# 石井心寧
石井 心寧（いしい ここね、2006年10月30日 - ）は、日本の女優。東京都出身。スペースクラフト・エージェンシー所属。

## 人物
特技はフィギュアスケート、剣道、ダンス。

## 出演

### テレビドラマ
- ドラマイズム「＃居酒屋新幹線」（2021年12月15日 - 2022年2月9日、MBS・TBS） - 高宮日菜 役（声の出演）
  - ＃居酒屋新幹線2 第5話（2024年2月7日、MBS・TBS） - 高宮日菜 役（声の出演）
- 日曜劇場「下剋上球児」 第4話・第6話 - 最終話（2023年11月5日・19日 - 12月17日、TBS） - 真鶴あすか 役[3]

### バラエティ
- ちゃおチャンネル 恋愛ドラマバラエティー「突然ヒロイン」 - ヒロイン 役 [4]
- TBSラヴィット！令和のギャルルオーディションで合格し、「超ギャルル」としてデビュー[5]

### ドキュメンタリー
- NHK ETV特集 「ある子ども」 - 心 役
- 東京大学・日本財団共同制作　『プラネット・ブルー』アオイ役[6]

### 映画
- 映画「とりつくしま」（2024年3月30日） - うたこ 役[7]